# Karl-Heinz Granitza
Karl-Heinz Granitza (né le 1er novembre 1951 à Lünen) est un joueur de football allemand.

## Biographie
Granitza a joué en Allemagne dans les clubs du VfB Lünen, de l'Eintracht Dortmund, du Lüner SV, du FC Gütersloh, du SV Röchling Völklingen et du Hertha BSC.
En 1978, il part en Amérique chez les Chicago Sting en NASL, les menant à remporter deux championnats nationaux. Il pratique également aux États-Unis le football indoor.  
Granitza était connu pour sa grande puissance de tir et sa capacité à jouer des deux pieds. Il maîtrisait également les coups francs directs. Il finit comme étant le deuxième meilleur buteur de l'histoire de la NASL.
Dans les années 1990, Granitza achète le « State Street », un bar de style américain à Berlin.
En 2003, Granitza est introduit au National Soccer Hall of Fame. Son ancien numéro au club, le 12, a été depuis retiré par le club des Chicago Sting.